# Grande dodecicosidodecaedro ditrigonale
In geometria, il grande dodecicosidodecaedro ditrigonale è un poliedro stellato uniforme avente 44 facce - 20 triangolari, 12 pentagonali e 12 forma di decagramma - 120 spigoli e 60 vertici.

## Costruzioni di Wythoff
Utilizzando la costruzione di Wythoff, il grande dodecicosidodecaedro ditrigonale si può ottenere utilizzando tre famiglie di triangoli di Schwarz: 3 5 | 5/3 e 5/4 3/2 | 5/3, ottenendo sempre lo stesso risultato.

## Coordinate cartesiane
Le coordinate cartesiane per i vertici del grande dodecicosidodecaedro ditrigonale sono date da tutte le permutazioni pari di:
{\displaystyle \left(\,\pm 1,\,\pm 2(\varphi -1),\,\pm \varphi \,\right)}
{\displaystyle \left(\,0,\,\pm (2-\varphi ),\,\pm {\sqrt {5}}\,\right)}
{\displaystyle \left(\,\pm 1,\,\pm 2,\,\pm (2-\varphi )\,\right)}
dove {\displaystyle \varphi ={\tfrac {1+{\sqrt {5}}}{2}}} è la sezione aurea.

## Poliedri correlati
Il grande dodecicosidodecaedro ditrigonale, spesso indicato con il simbolo U42, ha la stessa disposizione di vertici del dodecaedro troncato e condivide la posizione degli spigoli con il grande icosicosidodecaedro, con cui ha in comune la disposizione delle facce pentagonali, e con il grande dodecicosaedro, con cui ha in comune la disposizione delle facce decagrammiche.
| Dodecaedro troncato | Grande icosicosidodecaedro | Grande dodecicosidodecaedro ditrigonale | Grande dodecicosaedro |

### Grande esacontaedro dodecacronico ditrigonale
Il grande esacontaedro dodecacronico ditrigonale è un poliedro stellato isoedro, nonché il duale del grande dodecicosidodecaedro ditrigonale, avente per facce 60 aquiloni.
Dato un grande dodecicosidodecaedro ditrigonale di spigolo pari a 1, immaginando il grande esacontaedro dodecacronico ditrigonale come composto da 60 facce intersecanti a forma di aquilone, come riportato nella figura sottostante, di cui solo una parte visibile all'esterno del solido, le facce risultanti hanno una coppia di angoli uguali di ampiezza pari a {\displaystyle \arccos({\frac {5}{12}}-{\frac {1}{4}}{\sqrt {5}})\approx 98,183\,872\,491\,81^{\circ }} e due angoli di ampiezza {\displaystyle \arccos(-{\frac {5}{12}}+{\frac {1}{60}}{\sqrt {5}})\approx 112,296\,452\,073\,54^{\circ }} e {\displaystyle \arccos(-{\frac {1}{12}}+{\frac {19}{60}}{\sqrt {5}})\approx 51,335\,802\,942\,83^{\circ }}, con il rapporto tra lati lunghi e lati corti pari a {\displaystyle {\frac {31+5{\sqrt {5}}}{22}}\approx 1,917\,288\,176\,70}.